# باد ویسه
باد ویسه (به آلمانی: Bad Wiessee) یک شهر در آلمان است که در میسباخ واقع شده‌است. باد ویسه ۴٬۷۷۷ نفر جمعیت دارد.

## نگارخانه

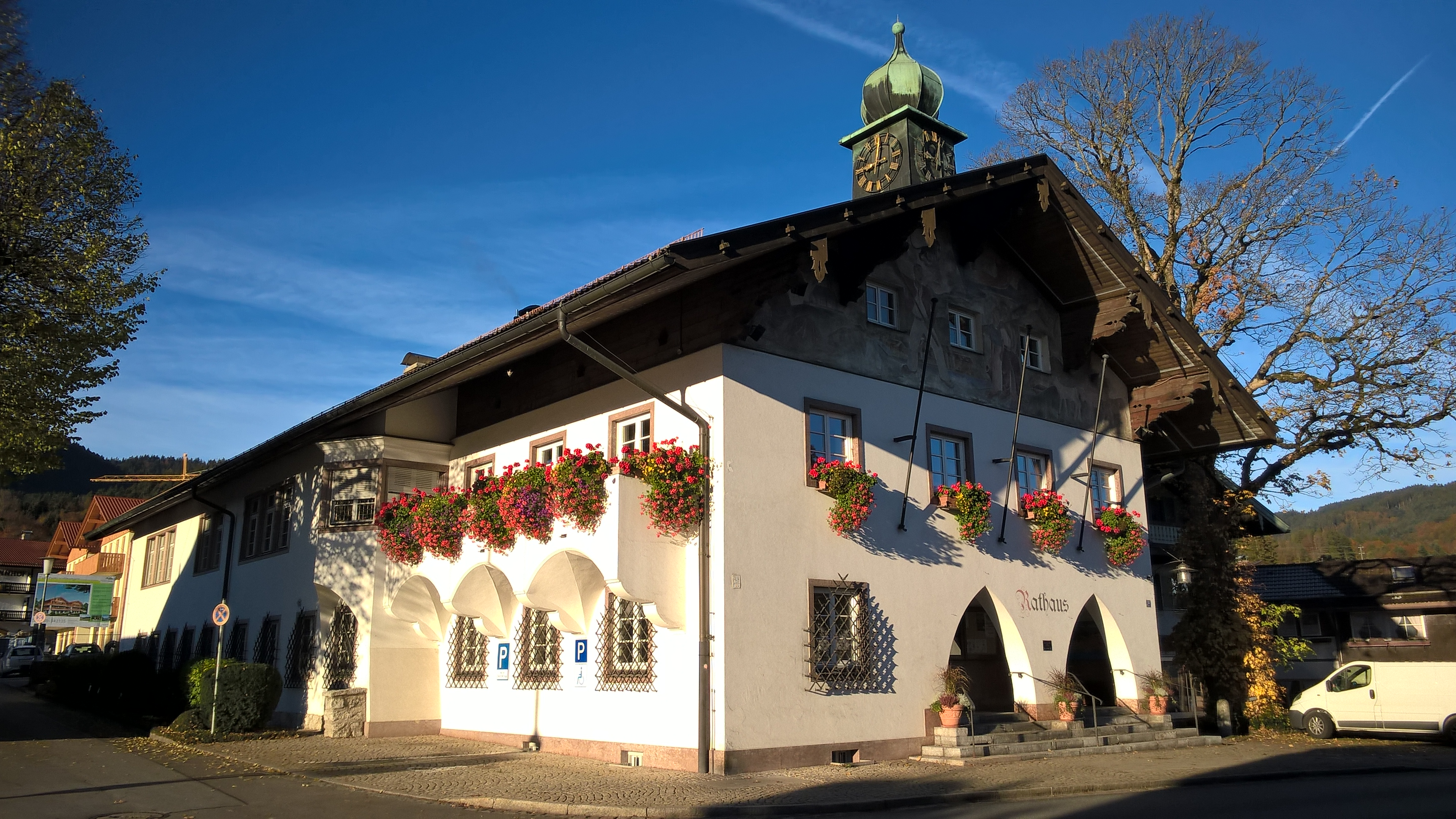
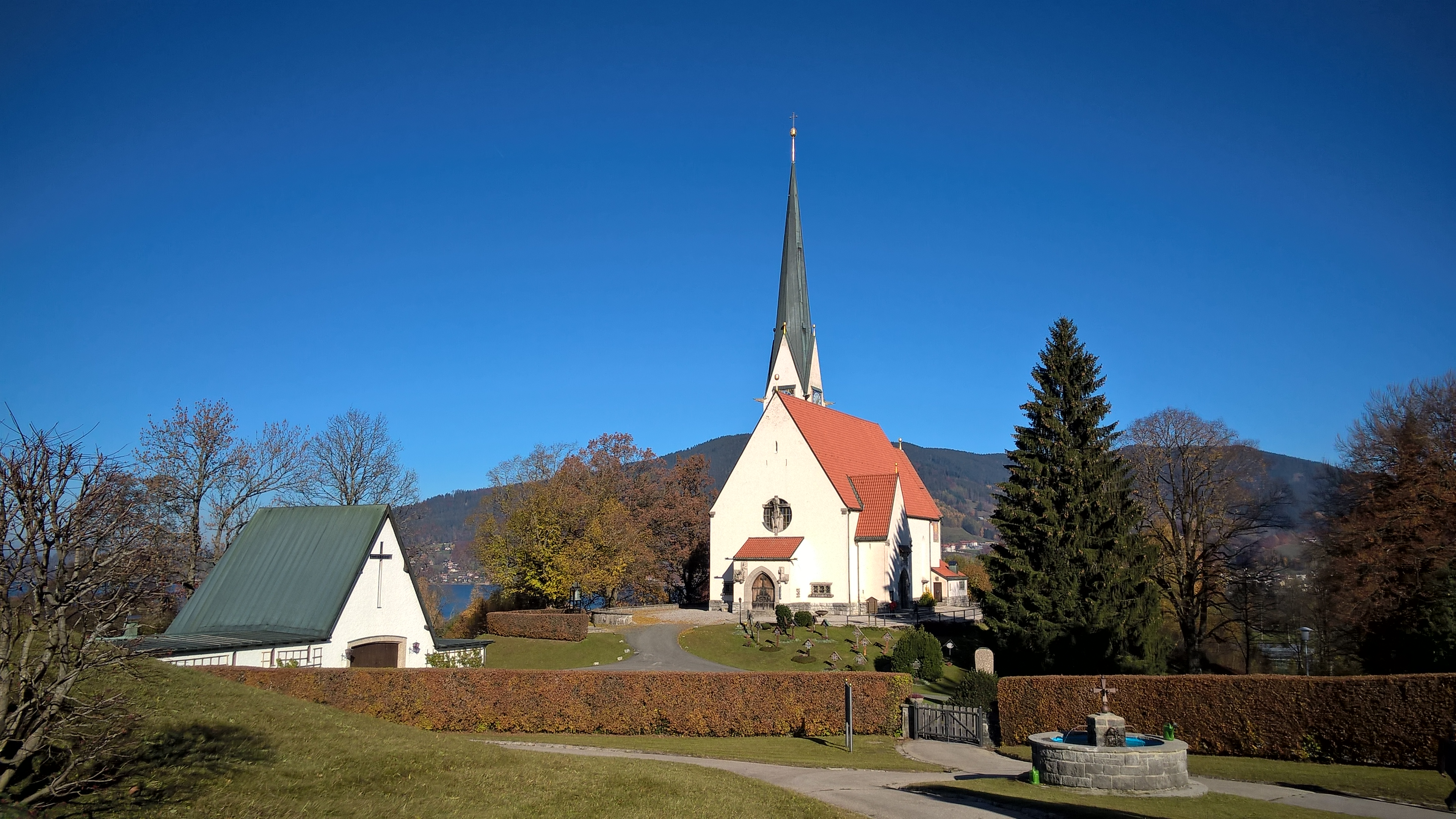
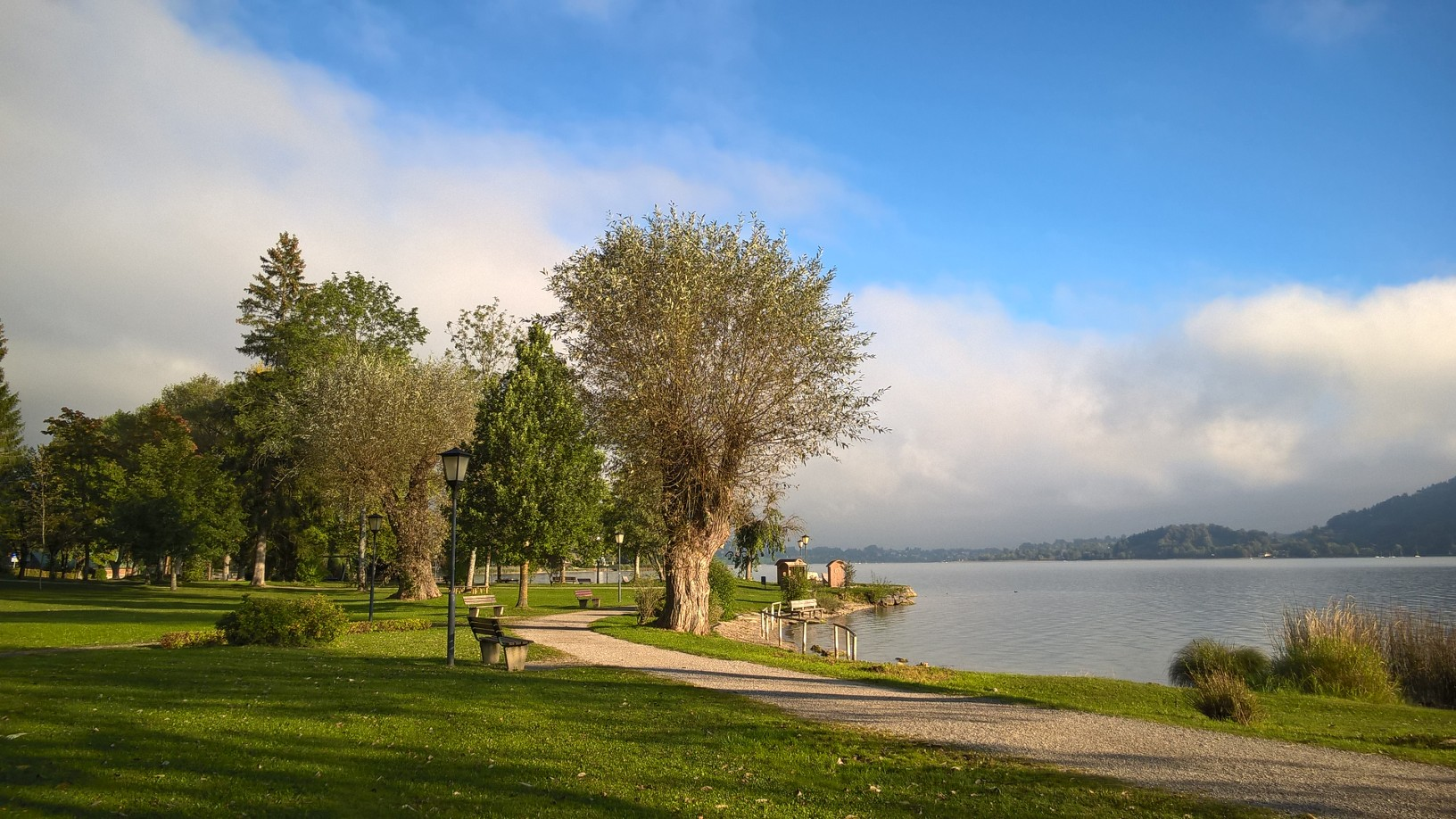
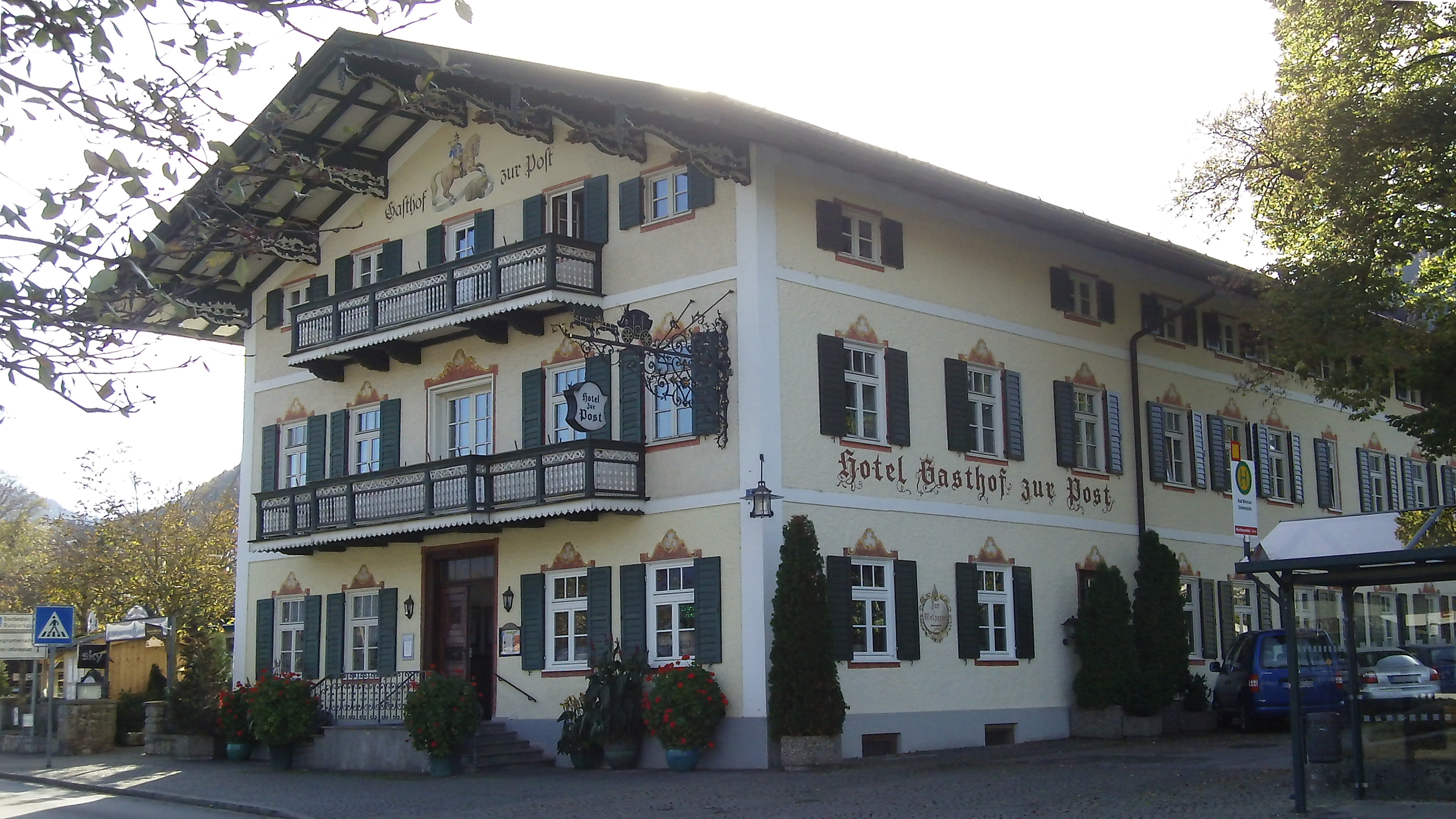